# メルボルン・ビクトリーFC
メルボルン・ビクトリー・フットボール・クラブ（英語：Melbourne Victory Football Club）は、オーストラリアの都市メルボルンをホームタウンとする、オーストラリアプロサッカーリーグ（Aリーグ）に加盟するプロサッカークラブ。

## 概略
オーストラリアではそれまでセミプロによるオーストラリアン・ナショナルサッカーリーグが開催されていたが、オーストラリアサッカー連盟がオセアニアサッカー連盟からアジアサッカー連盟に転籍することが決まり、オーストラリアのサッカーの全体のレベルアップを図る目的から完全プロによる「Aリーグ」が2005年から開始し、同年2月に、それまでビクトリア州にあったサウス・メルボルンFC、メルボルン・ナイツFCに代わるチームとして、新たにメルボルン・ビクトリーFCを結成（先述の2チームは、現在下部組織のビクトリア・プレミアリーグ所属）。
2006-07シーズン、レギュラーシーズンとファイナルシリーズ（プレーオフ）をともに制し、Aリーグ初の完全優勝を成し遂げた。
リーグ内では、シドニーFC、アデレード・ユナイテッドFC、メルボルン・シティFCとライバル関係にある。
またＡリーグ所属クラブとしては最多8回のAFCチャンピオンズリーグ出場を誇り、その内2016年と2020年大会ではGL突破を果たした。

## スタジアム
ホームスタジアムについては、Aリーグ開幕当初、オリンピック・パーク・スタジアムを使用していたものの、ウイングを除き立席である点がネックとなり、また2006年9月にシドニーFCと行った試合で、テルストラ・ドームに当時のリーグ記録となる49,730人の観衆を集めたことから、2006-07シーズンでは、スケジュールの都合でテルストラ・ドームが使えない2試合を除いてテルストラ・ドームで開催。当初、2008-09シーズンから、オリンピック・パークの東に新たに建設する予定のメルボルン・レクタンギュラー・スタジアムに本拠地を移転する予定だったが、当初計画での収容人数が2万人程度と少なかったため、チームが移転を拒否。結局、計画を変更し、収容人数を31,000人とし、後日改修で拡大可能な仕様にすることで移転に同意、2010-11シーズンから新スタジアムを本拠地として使用している。

## タイトル

### 国内タイトル
- Aリーグ：3回 − 2006-07, 2008-09, 2014-15
- Aリーグ ファイナルズ：4回 - 2007, 2009, 2015, 2018
- Aリーグプレシーズンチャレンジカップ：1回 - 2008–09
- FFAカップ：2回 - 2015, 2021

### 国際タイトル
なし

## 過去の成績
| シーズン | ディビジョン | ディビジョン | ディビジョン | ディビジョン | ディビジョン | ディビジョン | ディビジョン | ディビジョン | ディビジョン | ディビジョン | ファイナル   | 補足                            |
| シーズン | リーグ       | 順位         | 試           | 勝           | 分           | 敗           | 得           | 失           | 差           | 点           | ファイナル   | 補足                            |
| -------- | ------------ | ------------ | ------------ | ------------ | ------------ | ------------ | ------------ | ------------ | ------------ | ------------ | ------------ | ------------------------------- |
| 2005-06  | Aリーグ      | 7位          | 21           | 7            | 5            | 9            | 26           | 24           | +2           | 26           | 出場資格なし |                                 |
| 2006-07  | Aリーグ      | 1位          | 21           | 14           | 3            | 4            | 41           | 20           | +21          | 45           | 優勝         | AFCチャンピオンズリーグ2008出場 |
| 2007-08  | Aリーグ      | 5位          | 21           | 6            | 9            | 6            | 29           | 29           | 0            | 27           | 出場資格なし |                                 |
| 2008-09  | Aリーグ      | 1位          | 21           | 12           | 2            | 7            | 39           | 27           | +12          | 38           | 優勝         | AFCチャンピオンズリーグ2010出場 |
| 2009-10  | Aリーグ      | 2位          | 27           | 14           | 5            | 8            | 47           | 32           | +15          | 47           | 準優勝       | AFCチャンピオンズリーグ2011出場 |
| 2010-11  | Aリーグ      | 5位          | 30           | 11           | 10           | 9            | 45           | 39           | +6           | 43           | 5位          |                                 |
| 2011-12  | Aリーグ      | 8位          | 27           | 6            | 11           | 10           | 35           | 43           | −8           | 29           | 出場資格なし |                                 |
| 2012-13  | Aリーグ      | 3位          | 27           | 13           | 5            | 9            | 48           | 45           | +3           | 44           | ベスト4      | AFCチャンピオンズリーグ2014出場 |
| 2013-14  | Aリーグ      | 4位          | 27           | 11           | 8            | 8            | 42           | 43           | −1           | 41           | ベスト4      |                                 |
| 2014-15  | Aリーグ      | 1位          | 27           | 15           | 8            | 4            | 56           | 31           | +25          | 53           | 優勝         | AFCチャンピオンズリーグ2016出場 |
| 2015-16  | Aリーグ      | 6位          | 27           | 11           | 8            | 8            | 40           | 33           | +7           | 41           | 準々決勝敗退 | FFAカップ2015優勝               |
| 2016-17  | Aリーグ      | 2位          | 27           | 15           | 4            | 8            | 49           | 31           | +18          | 49           | 準優勝       | AFCチャンピオンズリーグ2018出場 |
| 2017-18  | Aリーグ      | 4位          | 27           | 12           | 5            | 10           | 43           | 37           | +6           | 41           | 優勝         | AFCチャンピオンズリーグ2019出場 |
| 2018-19  | Aリーグ      | 3位          | 27           | 15           | 5            | 7            | 50           | 32           | +18          | 50           | ベスト4      | AFCチャンピオンズリーグ2020出場 |
| 2019-20  | Aリーグ      | 10位         | 26           | 6            | 5            | 15           | 33           | 44           | −11          | 23           | 出場資格なし |                                 |
| 2020-21  | Aリーグ      | 位           |              |              |              |              |              |              |              |              |              |                                 |

## 現所属メンバー
2021年11月28日現在 
注：選手の国籍表記はFIFAの定めた代表資格ルールに基づく。
| No. | Pos. |                | 選手名                     |
| --- | ---- | -------------- | -------------------------- |
| 1   | GK   | オーストラリア | マット・アクトン           |
| 2   | DF   | オーストラリア | ジェイソン・ゲリア         |
| 3   | DF   | オーストラリア | ジェイソン・デビッドソン   |
| 4   | MF   | スペイン       | ライモン・マーチャン       |
| 5   | DF   | オーストラリア | マシュー・スピラノビッチ   |
| 6   | MF   | オーストラリア | リー・ブロクサム           |
| 7   | FW   | オーストラリア | クリス・イコノミーディス   |
| 8   | MF   | オーストラリア | ジョシュア・ブリランテ     |
| 9   | FW   | イタリア       | フランセスコ・マルジオッタ |
| 10  | FW   | オーストラリア | ロビー・クルーズ           |
| 11  | FW   | オーストラリア | ベン・フォラミ             |
| 13  | MF   | オーストラリア | ビルカン・キルダル         |
| 14  | MF   | オーストラリア | ジェイ・バーネット         |

| No. | Pos. |                  | 選手名                         |
| --- | ---- | ---------------- | ------------------------------ |
| 15  | DF   | オーストラリア   | アーロン・アンダーソン         |
| 16  | DF   | オーストラリア   | ステファン・ニグロ             |
| 17  | DF   | オーストラリア   | ブレンダン・ハミル             |
| 18  | FW   | オーストラリア   | ニコラス・ダゴスティーノ       |
| 19  | GK   | オーストラリア   | ジェラード・タイソン           |
| 20  | GK   | クロアチア       | イヴァン・ケラヴァ             |
| 21  | DF   | ポルトガル       | ロデリック・ミランダ           |
| 22  | MF   | オーストラリア   | ジェイク・ブリマー             |
| 23  | FW   | ニュージーランド | マルコ・ロハス                 |
| 24  | FW   | オーストラリア   | ニシャン・ヴェルピレイ         |
| 25  | FW   | オーストラリア   | ルイス・ローリー＝ラッタンジオ |
| 26  | FW   | オーストラリア   | レイトン・ブルックス           |
| 27  | DF   | オーストラリア   | ゼイダン・ベロ                 |

監督
- トニー・ポポヴィッチ

## 歴代監督
- アーニー・メリック 2005-2011
- メフメト・ドゥラコビッチ（英語版） 2011-2012
- アンジェ・ポステコグルー 2012-2013
- ケヴィン・マスカット 2012, 2013-2019
- マルコ・クルツ 2019
- カルロス・ペレス・サルバチュア 2019-2020
- グラント・ブレブナー 2020-2021
- トニー・ポポヴィッチ 2021-

## 歴代所属選手

### GK
- ユージン・ガレコヴィッチ 2005-2007
- クリスティアン・サーキーズ 2005-2007
- ミッチェル・ランゲラック 2007-2010
- グレン・モス 2009-2010
- マイケル・ペトコヴィッチ 2010-2011
- アンテ・コヴィッチ 2011-2012
- タンドゥ・ベラフィ 2011-2013
- ダニー・ヴコヴィッチ 2015-2016

### DF
- エイドリアン・レイジャー 2005-2007, 2009-2015
- ケヴィン・マスカット 2005-2011
- マイケル・スウェイト 2008-2009
- スラット・スカ 2008-2011
- パブロ・コントレラス 2013-2014
- マチュー・デルピエール 2014-2016
- マーク・ミリガン 2012-2015
- ジェイソン・ゲリア 2013-2018
- ゲオルク・ニーダーマイアー 2018-

### MF
- カルロス・エルナンデス 2007-2012
- ビリー・セレスキー 2008-2013
- スティー・スックソムギット 2009
- ハリー・キューウェル 2011-2013
- マルコ・ロハス 2011-2013, 2016-2017, 2020-
- ミッチ・ニコルズ 2013-2014
- ジェームス・トロイージ 2013-2014
- 本田圭佑 2018-2019

### FW
- アーチー・トンプソン 2005-2016
- レアンドロ・ラブ 2007-2008
- ロビー・クルーズ 2009-2011, 2019-
- コスタ・バルバルセス 2013-2016, 2017-
- オラ・トイヴォネン 2018-